# Eva Bahner
Eva Bahner (* 1973 in Stuttgart) ist eine Hörfunkmoderatorin und Wirtschaftsredakteurin beim Deutschlandfunk. Dort ist sie auch – im Wechsel mit anderen – Moderatorin der Sendung „Marktplatz“.

## Leben
Bahner studierte Volkswirtschaft in Tübingen und Boston und volontierte bei n-tv in Berlin und der Georg von Holtzbrinck-Schule für Wirtschaftsjournalisten in Düsseldorf. Beim Deutschlandfunk ist sie Wirtschaftsredakteurin  und Moderatorin.